# Papiss Demba Cissé
Papiss Demba Cissé (Dakar, Senegal, 3 de juny de 1985) és un futbolista senegalès que actualment juga de davanter al primer equip del Newcastle United Football Club. Va començar com a futbolista a l'AS Génération Foot.